# Cearadaktyl
Cearadaktyl (Cearadactylus) – rodzaj dużego pterozaura żyjącego we wczesnej kredzie (apcie), około 115 mln lat temu. Rozpiętość skrzydeł wynosiła prawdopodobnie od 4 do 5,5 metra, waga 15 kg. Miał dużą głowę o długości prawie 60 cm i mocne zęby. Znana jest tylko czaszka tego gada.